# ポーランド赤十字社
ポーランド赤十字社（ポーランド語: Polski Czerwony Krzyż, PCK）は、ポーランドの赤十字団体である。
ワルシャワ市立病院のベンジャミン・レショフスキーによって1919年1月18日に設立され、同年7月24日に赤十字社として認定された。初代代表はパヴェウ・サピエハである。第二次世界大戦前夜、ポーランド赤十字社は陸軍の予算を守るために野戦病院でポーランド軍の為に活動した。

## 歴史
1919年1月18日、ポーランドサマリア人協会は、赤十字の原則に従うポーランド全土の慈善団体の会議を組織した。当時ポーランド白十字協会と呼ばれていた組織の代表だったヘレナ・パデレフスカの支援を得て、出席者はポーランド赤十字協会を結成した。30名の臨時委員会が選出され、規約草案を作成し、新しい赤十字社の準備を進めた。

### ポーランド・ソビエト戦争
第二次世界大戦前には、陸軍予算を節約するためにポーランド軍の救急車を運営していた。ポーランド・ソビエト戦争後の1922年、ポーランド赤十字社はポーランドとロシアの捕虜の交換に参加した。「政治的囚人への援助」(Помолит)という組織の会長のエカテリーナ・ペシュコバは、捕虜交換に参加したことで、ポーランド赤十字から勲章を授与された。

### 第二次世界大戦
1942年、著名なポーランド人暗号学者マリアン・レイェフスキとヘンリク・ジガルスキは、ドイツ占領下のフランスからスペインへ脱出したが、スペイン到着時に逮捕され、抑留施設に入れられた。ポーランド赤十字社は、彼らに連絡を取る手段を見つけ、彼らに食料の差し入れを手配することができた。赤十字のスタッフは、自分たちが関わっている相手が何者であるのかを知っていてであろうか、彼らの暗号解読の技量に敬意を表すような連絡の仕方をとった。彼らは荷物に先立って、食料品を受け取る「ポーランド人の囚人」のリストに見せかけたメッセージを、ごく普通のポーランド語で送ったのである。以下はその邦訳との対比である。
| "ポーランド人の囚人" | 日本語                                          |
| -------------------- | ----------------------------------------------- |
| Zygmunt Przybylski   | Zygmunt Przybylski (ジグムント・プシェベルスキ) |
| Komisja Przyjeżdza   | 使節団が到着します                              |
| Jutro Ze stolicy     | 明日、首都から                                  |
| Bedzie U was         | みなさんを訪問する予定です                      |
| Przygotujcie Uwagi   | 所見をまとめておいてください                    |
| O warunkach W obozie | 抑留施設での様子について                        |
| Ispis Chorych        | それと病人について                              |
| Trzmajcie się        | がんばって                                      |
| Mikołaj Cieślak      | Mikolaj Cieslak (ミコワイ・チェシラック)        |
| Marian Woźniak       | Marian Wozniak (マリアン・ヴォジニアク)         |

その後赤十字は、彼らの解放に成功した。
1944年、イタリア戦線に従軍していたヴワディスワフ・アンデルスの軍の下で、ステファン・ティシュキエヴィッチがポーランド赤十字を率いていた。